# Winterthur
Winterthur (francouzsky Winterthour) je město ve Švýcarsku v kantonu Curych. Ve Winterthuru žije přibližně 110 tisíc obyvatel, je tak šestým největším městem Švýcarska a po Curychu druhým největším městem kantonu Curych. Jako obec je zároveň hlavním městem stejnojmenného okresu. Winterthur býval v minulosti významným průmyslovým městem, dnes je známý jako centrum služeb, vzdělávání, kultury a volného času s mnoha muzei. 

## Geografie

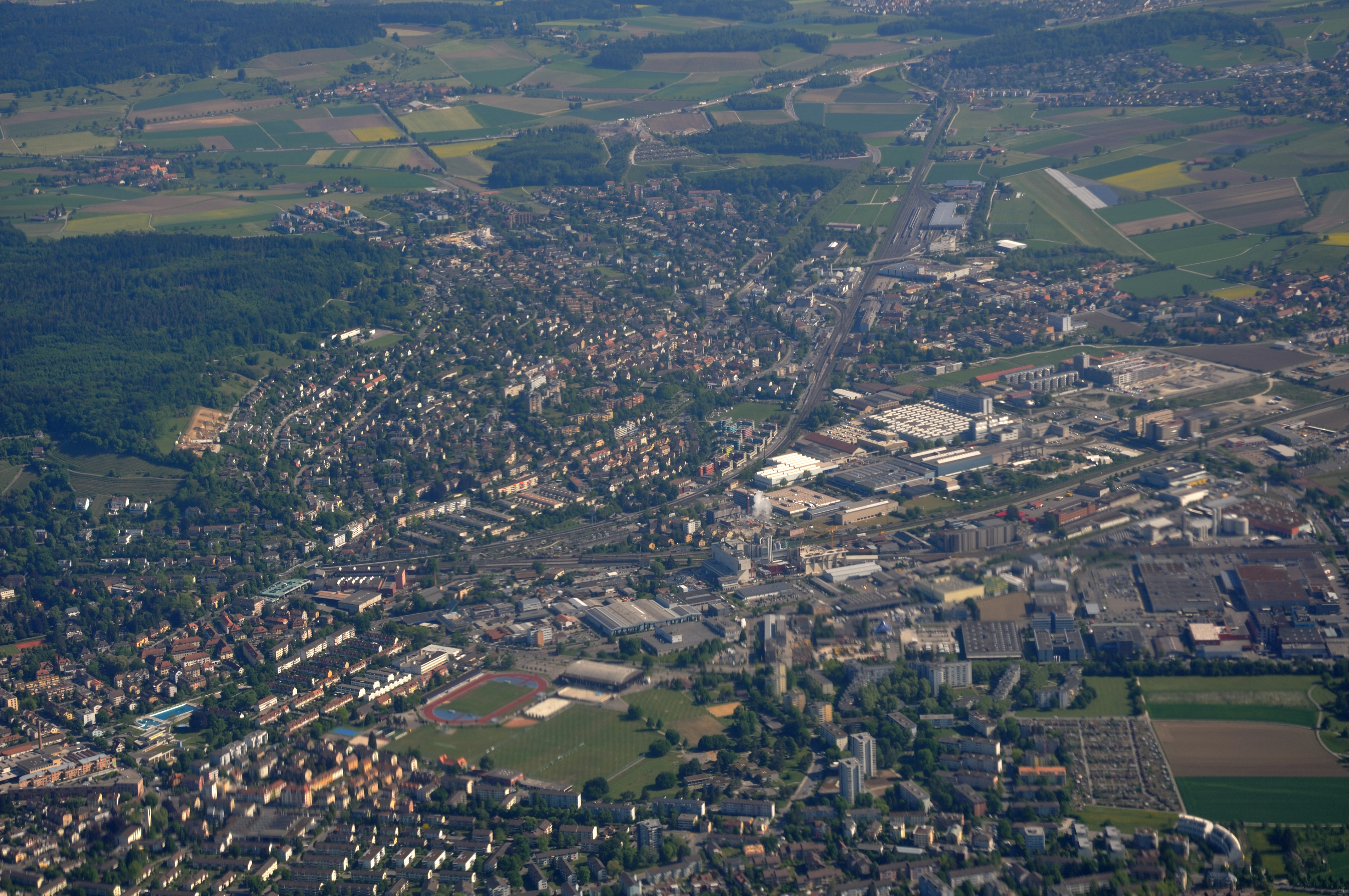
Letecký pohled na město

Winterthur se nachází v severovýchodním Švýcarsku severně od Curychu, při východu z údolí (horního) Tösstal, a tedy na okraji Curyšské vysočiny, která leží na jihovýchodě. Na severu se rozkládá Weinland, který sahá až k Rýnu a Schaffhausenu.
Územím města protékají řeky Eulach, Töss a Mattenbach; Eulach a Mattenbach jsou na dlouhých úsecích kanalizovány. Protože se ve Winterthuru kromě několika rybníků nenachází žádné jezero, činí podíl vodních ploch na území města pouhých 0,6 %. Rozsáhlá štěrková rovina Eulach, v níž město leží, je obklopena několika zalesněnými kopci, které jádro města rámují téměř ze všech stran (Eschenberg, Brüelberg, Wolfensberg, Lindberg). V městském lese Eschenberg jižně od centra města se na dvou mýtinách nachází hvězdárna a přírodní park Bruderhaus. Na jižním okraji lesa Lindberg se nachází Goldenberg, původně vila průmyslníka Jäggliho z Oberwinterthuru, dnes vyhlídková restaurace nad městem, na jejíchž svazích se pěstuje vinná réva.
Nejvyšším bodem města je Hulmen směrem na Schauenberg na Hörnlikette ve výšce 687 m, nejnižší je na hranici s Pfungenem pod čističkou odpadních vod Hard ve výšce 393 m. V okolí se nacházejí i další památky. Rozloha lesů ve městě činí 2 637 hektarů, což odpovídá 38,8 % rozlohy města. To znamená, že Winterthur má ve srovnání s ostatními švýcarskými městy nejvyšší podíl lesů. Vzhledem k rozsáhlému městskému území za hranicemi města činí podíl orné půdy, luk a pastvin 27,9 procenta. Skutečně zastavěná městská plocha tvoří pouze 32 procent rozlohy obce.

### Městské části

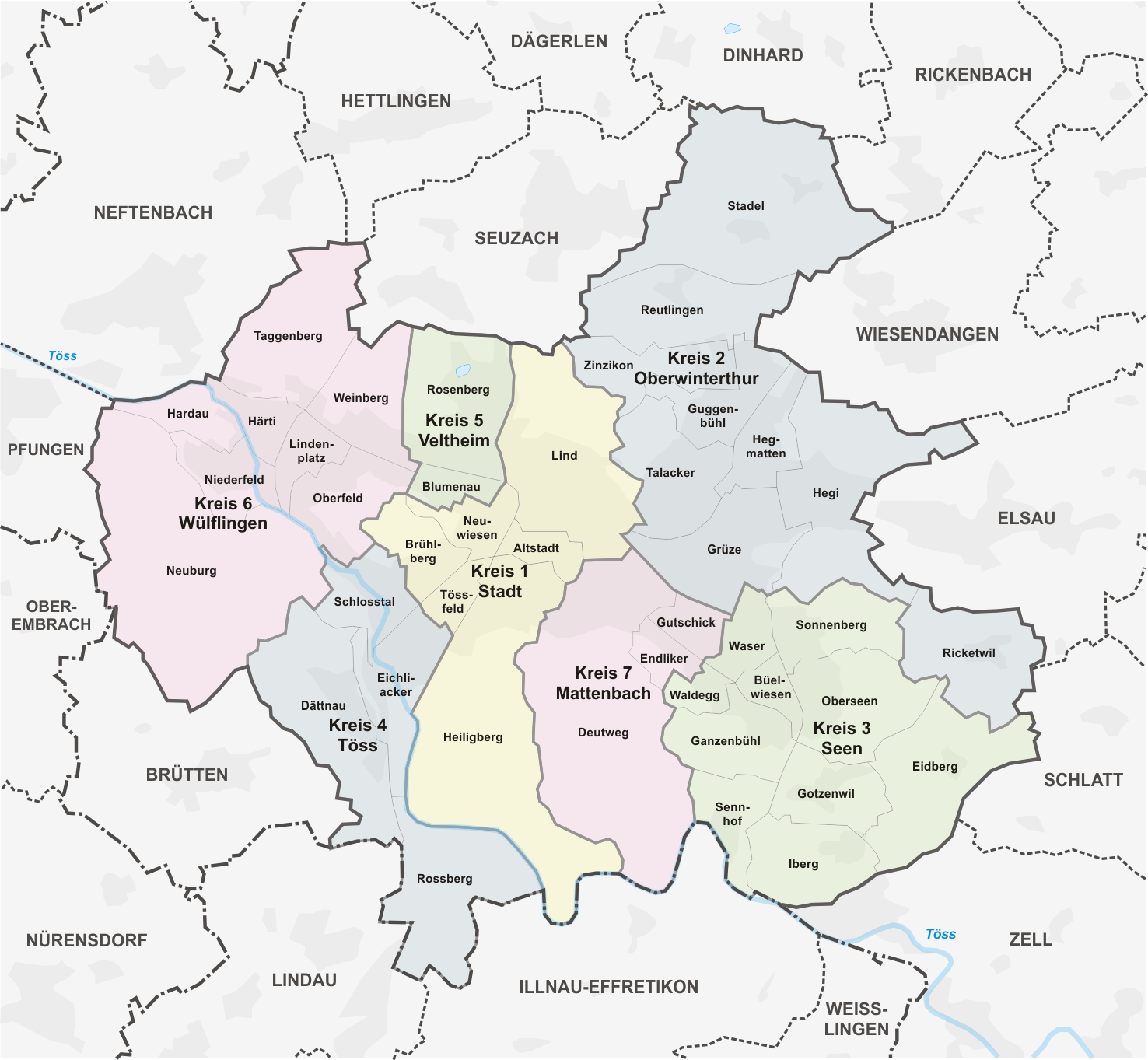
Mapa městských částí Winterthuru

Winterthur se skládá ze sedmi městských částí: Stadt, Mattenbach, Oberwinterthur, Seen, Töss, Veltheim a Wülflingen.
Městský obvod Stadt rozděluje Winterthur od severu k jihu. Kromě Starého města zahrnuje Heiligberg a polovinu Eschenberského lesa na jihu a Lindberg na severu a další čtvrti, jako je Tössfeld nebo Neuwiesen.
Pět městských částí Oberwinterthur na severovýchodě, Seen na jihovýchodě, Töss na jihozápadě, Veltheim na severu a Wülflingen na severozápadě byly dříve samostatné obce, které byly k 1. lednu 1922 připojeny k městu. Tyto obvody dosud mají značnou autonomii. Naopak nejmladší obvod Mattenbach byl vyhlášen městskou částí až v roce 1973, kdy se v této oblasti začalo budovat stále více nových sídlišť. Vznikl mezi tehdejšími čtvrtěmi Město (Stadt) a Seen.

### Sousední obce
Winterthur sousedí se 14 obcemi ve třech okresech (včetně samotného okresu Winterthur). Po směru hodinových ručiček: na severu má Hettlingen nad Wülflingenem malou společnou hranici  s Winterthurem, následuje obec Seuzach, která je zhruba z poloviny obklopena Winterthurem z jihu. Na severovýchodě hraničí s okresem Oberwinterthur a jeho obcemi Dinhard, Rickenbach, Wiesendangen a na východě Elsau. Na jihovýchodě hraničí se Seenem Schlatt a Zell. Na jižní hranici u obecního lesa Eschenberg se Winterthur dotýká obce Illnau-Effretikon, která patří do okresu Pfäffikon. Na jihozápadě sousedí s obcemi Lindau (okres Pfäffikon) a Brütten. Na západě sousedí s obcemi Oberembrach (okres Bülach) a Pfungen. Na severozápadě sousedí s okresem Wülflingen obec Neftenbach.

## Charakter města
Winterthur vděčí za svou pověst „zahradního města“ především svému urbanistickému plánování z meziválečného období, ale také poměrně rozsáhlým zahradám, které jsou ve Winterthuru známé jako Pünt. Jejich pěstitelé jsou organizováni v několika spolcích nájemců Pünten. Ve Winterthuru se nachází 2 696 Püntů na 4 680 akrech půdy.
V roce 1926 vytvořil urbanista Albert Bodmer územní plán po vzoru anglického zahradního města. Díky tomu vznikly u mnoha nových budov malé soukromé zahrádky, čímž se zachovaly zelené plochy ve městě. Bodmer však zůstal ve funkci necelých deset let, protože město chtělo následovat nový duch urbanismu. V roce 1964 pak myšlenka zahradního města zcela zmizela s novým územním plánem. Jedním z důsledků tohoto územního plánu byla mimo jiné nadměrná výstavba v Mattenbachu – v neposlední řadě byl Mattenbach díky této nadměrné výstavbě označen za městskou čtvrť. Teprve později, po hospodářské krizi v 70. letech, se město vrátilo ke starým hodnotám a územní plán revidovalo. Za tento úspěch obdržel Winterthur v roce 1999 Wakkerovu cenu Švýcarské památkové společnosti jako ocenění za zachování tradičních forem bydlení.
Třemi nejvyššími budovami ve městě jsou Sulzerova věž, Červená věž a věž kantonální nemocnice Winterthur (KSW). Sulzerova věž, vysoká 92,4 m, byla v letech 1966–2003 nejvyšší výškovou budovou ve Švýcarsku. V roce 2007 k ní byla přistavěna další dvě patra a nyní je vysoká 99,7 m. Mrakodrap je však stále o několik metrů nižší než Messeturm Basel, který je se svými 105 metry dosud nejvyšším mrakodrapem ve Švýcarsku. Dne 6. dubna 2010 curyšská věž Prime Tower se svými 126 metry předstihla dosud nejvyšší švýcarský mrakodrap Messeturm v Basileji. Mrakodrapy Sulzer a Swisscom (90 m), mrakodrap KSW (50 m) a především dvě věže městského kostela (55 m), které jsou stále předmětem pohlednic a fotografií města, charakterizují panorama Winterthuru.

## Historie
Vitudurum byl v době Římské říše (1. až 3. stol. n. l.) vicus na území dnešního Oberwinterthuru. Na konci třetího století bylo sídlo opevněno na castrum, zřejmě v reakci na začínající alamanský vpád.

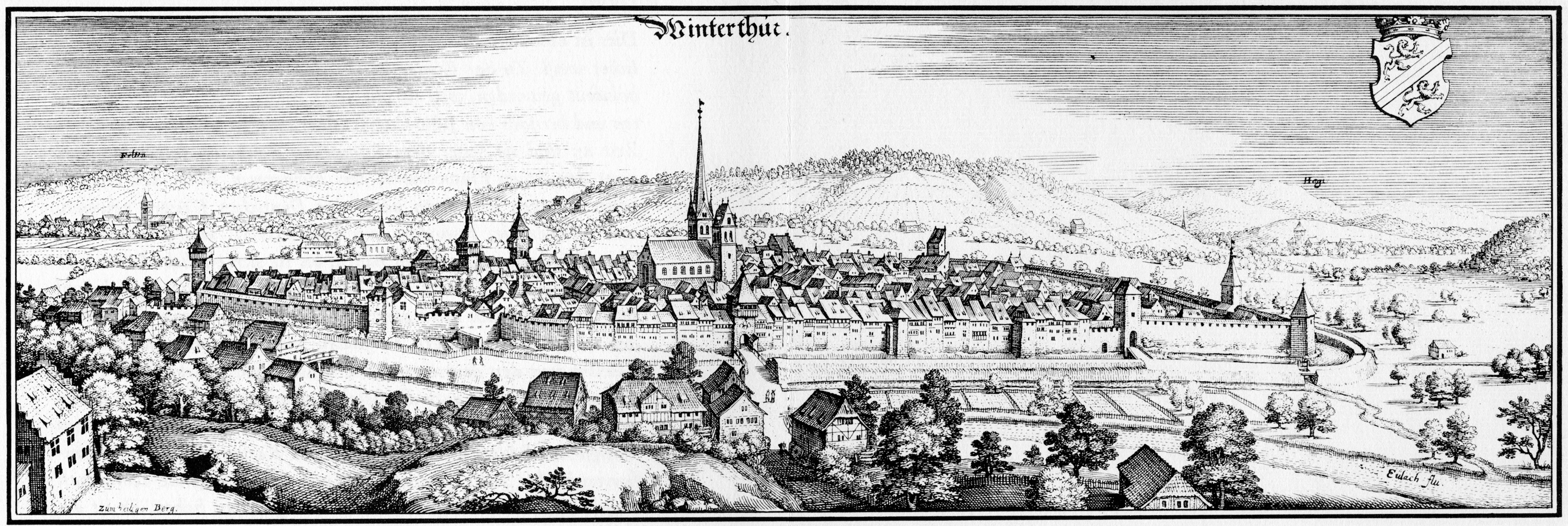
Vyobrazení města z roku 1642

V sedmém století se na místě nacházelo alamanské sídliště.
V bitvě u Winterthuru v roce 919 Burchard II. Švábský potvrdil svou vládu nad oblastí Thurgau v rámci Švábského vévodství proti nárokům Rudolfa II. Burgundského.
Hrabata z Winterthuru, kadetská větev rodu hrabat z Bregenzu, postavila v 10. století hrad Kyburg. Po vymření hrabat z Winterthuru v roce 1053 přešel hrad na hrabata z Dillingenu. Winterthur jako město (pravděpodobně na místě již dříve existující vesnice) založil Hartmann III. z Dillingenu v roce 1180, krátce před svou smrtí v témže roce. V letech 1180 až 1263 vládla ve Winterthuru kadetská linie rodu Kyburgů. Roku 1209 se poprvé připomíná název Winterturo.
Když v roce 1263 vymřela hrabata z Kyburgu v mužské linii, přešel Winterthur na rod Habsburků, který v roce 1264 založil komitátní linii Neu-Kyburg a v témže roce udělil Winterthuru městská práva. Od roku 1415 do roku 1442 byl Winterthur svobodným říšským městem (podléhal pouze císaři Svaté říše římské). Ve staré curyšské válce mezi lety 1440 a 1446 však o tuto svobodu přišel a vrátil se pod kontrolu rakouských Habsburků. Habsburkové potřebovali peníze a v roce 1467 prodali Winterthur městu Curych.
V době, kdy byl Winterthur pod vedením Curychu, byla jeho hospodářská svoboda omezena. Ztratil mnoho svých tržních práv a právo obchodovat s některým zbožím. To skončilo v roce 1798, kdy město obsadila napoleonská vojska. Dne 27. května 1799 se v něm odehrála bitva u Winterthuru mezi jednotkami francouzské armády na Dunaji a jednotkami habsburské armády pod velením Fridricha, barona von Hotze během války druhé koalice v rámci francouzských revolučních válek. Protože Winterthur leží nedaleko Curychu a na křižovatce sedmi silnic, armáda, která město držela, měla v rukou přístup do většiny Švýcarska a k místům překračujícím Rýn do jižního Německa. Přestože šlo o malé síly, schopnost Rakušanů vydržet jedenáctihodinový útok proti francouzské linii na náhorní plošině severně od Curychu vedla ke konsolidaci tří rakouských sil. To vedlo o několik dní později k francouzské porážce.

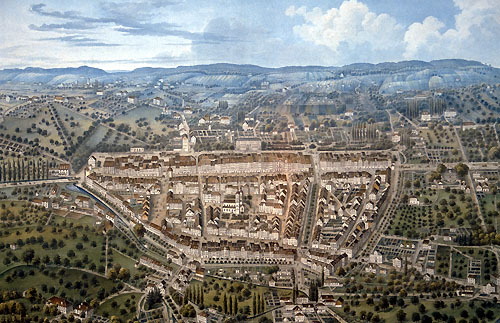
Winterthur okolo roku 1850, před začátkem industrializace

V 19. století se Winterthur stal průmyslovým městem, když zde firmy jako Sulzer, Rieter a SLM vybudovaly velké průmyslové závody. Winterthur hrál od roku 1869 rozhodující roli v kantonální politice a jmenovitě stál v čele opozice vůči curyšskému hospodářskému liberalismu. Curych byl baštou liberální politiky, zatímco Winterthur s dlouholetým starostou města Johannem Jakobem Sulzerem byl baštou demokratů. V nejlepším období v roce 1869 se městská rada Winterthuru skládala ze sedmi demokratů a ti zajišťovali oba radní kantonu Curych. Winterthur se tak zasloužil o vytvoření nové demokratické spolkové a kantonální ústavy a v roce 1878 politicky porazil systém curyšských Svobodných (tzv. École de Winterthour). Winterthur zůstal baštou demokratů až do roku 1971, kdy se spojili se svými rivaly, svobodnými demokraty; ti byli ve městě vždy druhou nejsilnější stranou.

Winterthur a jeho průmyslová zóna (20. léta 20. století)

Zvláště výrazným příkladem emancipační touhy Winterthuru a jeho soupeření s Curychem je snaha o vybudování vlastní železniční sítě, která měla Curych odsunout na vedlejší kolej. Demokratům ve Winterthuru se podařilo přimět železniční společnost Schweizerische Nationalbahn (SNB), aby za kantonální peníze a v konkurenci se „svobodomyslnou“ společností Nordostbahn vybudovaly trať od Bodamského jezera k Ženevskému jezeru. Nordostbahn otevřela svou první železniční trať do Winterthuru již v roce 1855, a to trať Oerlikon – Winterthur – Romanshorn. Záměrem Schweizerische Nationalbahn bylo vytvořit veřejnou železnici, která by byla nezávislá na mocném železničním monopolistovi Alfredu Escherovi a curyšské finanční aristokracii. Ta však uměla omezit plánovací volnost SNB tím, že selektivně získávala koncese na další železniční projekty a zmařila tak například plánovanou odbočku spojující Curych. V roce 1878 byla SNB nuceně zlikvidována. Její aktiva byla převedena na Nordostbahn a závazky byly připsány zúčastněným městům Winterthur, Baden, Lenzburg a Zofingen (kanton Aargau). Protože tři spoluručitelská města nebyla schopna splácet své podíly, padla celá tíha na Winterthur, který se snažil dostát svým závazkům. Pomohly mu však velké půjčky od kantonální a spolkové vlády. Pro Winterthur se splácení dluhového břemene mělo protáhnout až do poloviny 20. století.
Velká hospodářská krize ve 30. letech 20. století zasáhla Winterthur velmi těžce. Šedesát procent všech zaměstnanců ve městě pracovalo ve strojírenském průmyslu. Pracovní místa se hledala velmi těžko. S vypuknutím druhé světové války se však průmysl ve městě opět rozrostl.
V roce 2008 dosáhl Winterthur 100 000 obyvatel.

## Obyvatelstvo

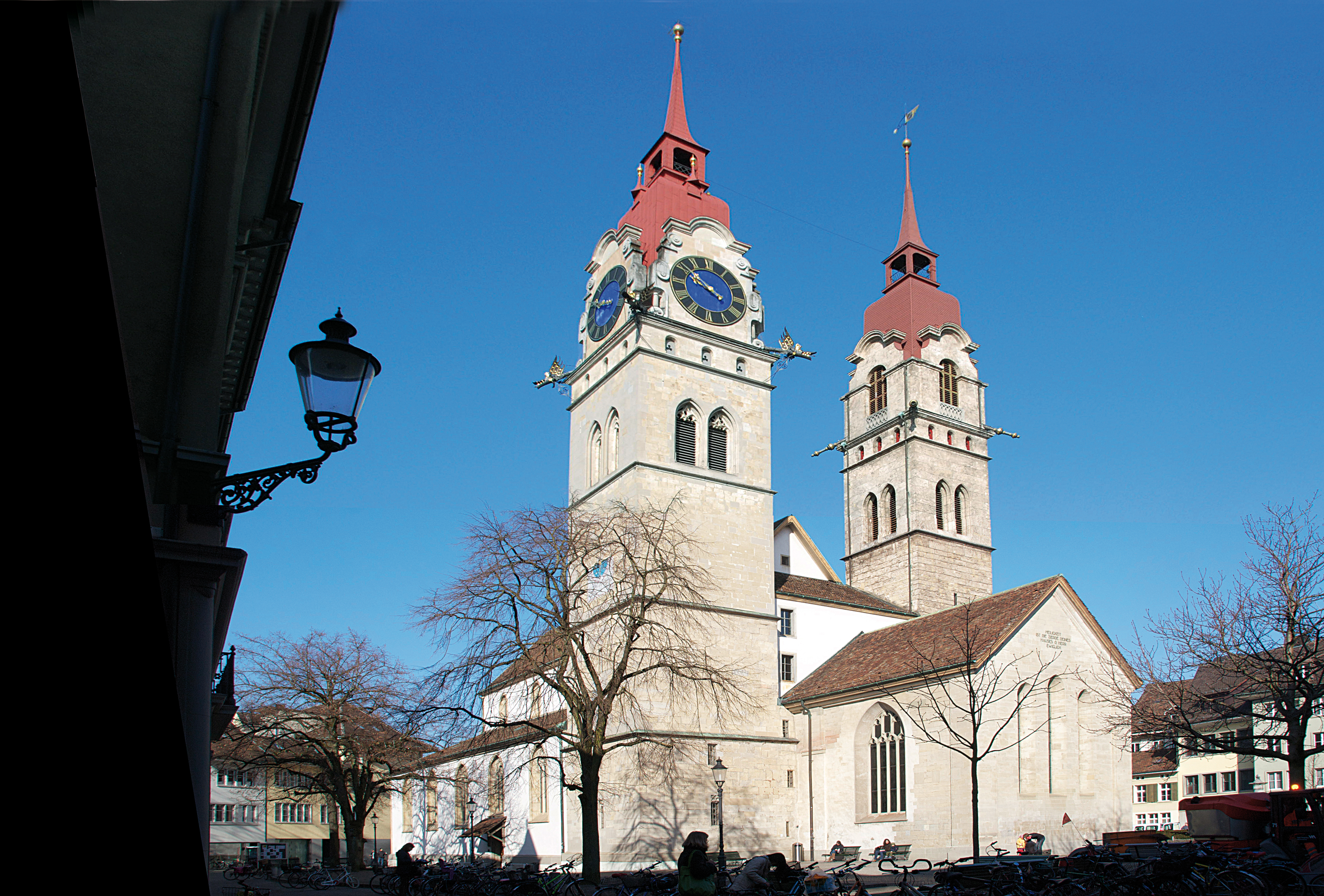
Kostelní náměstí ve Winterthuru

K 31. prosinci 2021 žilo ve Winterthuru 117 289 obyvatel.
Se 100 000 obyvateli byl Winterthur v červenci 2008 šestým největším městem Švýcarska a druhým největším v kantonu Curych. Dne 3. července 2008 město Winterthur zaregistrovalo svého stotisícího obyvatele, čímž se zařadilo mezi velká města.
Winterthur není považován za předměstí Curychu, ale tvoří centrum samostatné aglomerace s dvanácti okolními obcemi Brütten, Dättlikon, Dinhard, Elsau, Henggart, Hettlingen, Neftenbach, Pfungen, Rickenbach, Seuzach, Wiesendangen a Zell.
| Rok            | 1850   | 1900   | 1930   | 1950   | 1960   | 1970   | 1980   | 1990   | 2000   | 2011    | 2020    |
| Počet obyvatel | 13 651 | 40 961 | 53 925 | 66 925 | 80 352 | 92 722 | 87 885 | 88 075 | 91 243 | 105 088 | 116 404 |

### Jazyky
Úředním jazykem je, jako v celém kantonu Curych, němčina. Dle statistiky z roku 2000 hovořila německy většina obyvatel (83,0 %), druhým nejčastějším jazykem byla italština (4,9 %) a třetím albánština (2,0 %). Podíl cizinců (obyvatel přihlášených k trvalému pobytu, avšak bez švýcarského občanství) činil ve Winterthuru v roce 2019 24,5 %.

### Náboženství
Kanton Curych patří k tradičně reformovaným kantonům, neboť město Curych pod Zwingliho vedením přijalo reformaci a prosadilo ji na celém svém území. Kanton se tak stal prvním reformovaným místem ve Švýcarsku. Vzhledem k vlně přistěhovalectví se však podíl obyvatel, hlásících se k tomuto vyznání, značně snížil. K 31. prosinci 2018 se 22,9 % obyvatel hlásilo k evangelické reformované církvi, 22,6 % ke katolické církvi a 47,8 % k jinému vyznání nebo se nevyjádřilo či bylo bez vyznání.

## Politika
Winterthurskou politiku v 19. století charakterizovala nechuť k Curychu a dominovalo v ní uskupení tzv. demokratů. Ti se - jako součást radikálního demokratického hnutí - zasazovali o relativně silný stát, zatímco jiné části tohoto hnutí, jako například curyšští Freisinn, zastávaly liberálnější ekonomické postoje. Politika demokratů, ve frankofonním Švýcarsku známá jako École de Winterthour, zanechala trvalé stopy také ve spolkové ústavě a je považována za hnací sílu projektu státní železnice, která měla vést další železniční trasu východ-západ kolem Curychu, což se v roce 1878 nepodařilo. V samotném městě Eulach přetrvala silná pozice demokratů, kteří měli od roku 1941/42 vlastní kantonální stranu, až do sjednocení se svobodnými demokraty v roce 1971, kdy vznikla Svobodná demokratická strana (FDP).

### Exekutiva

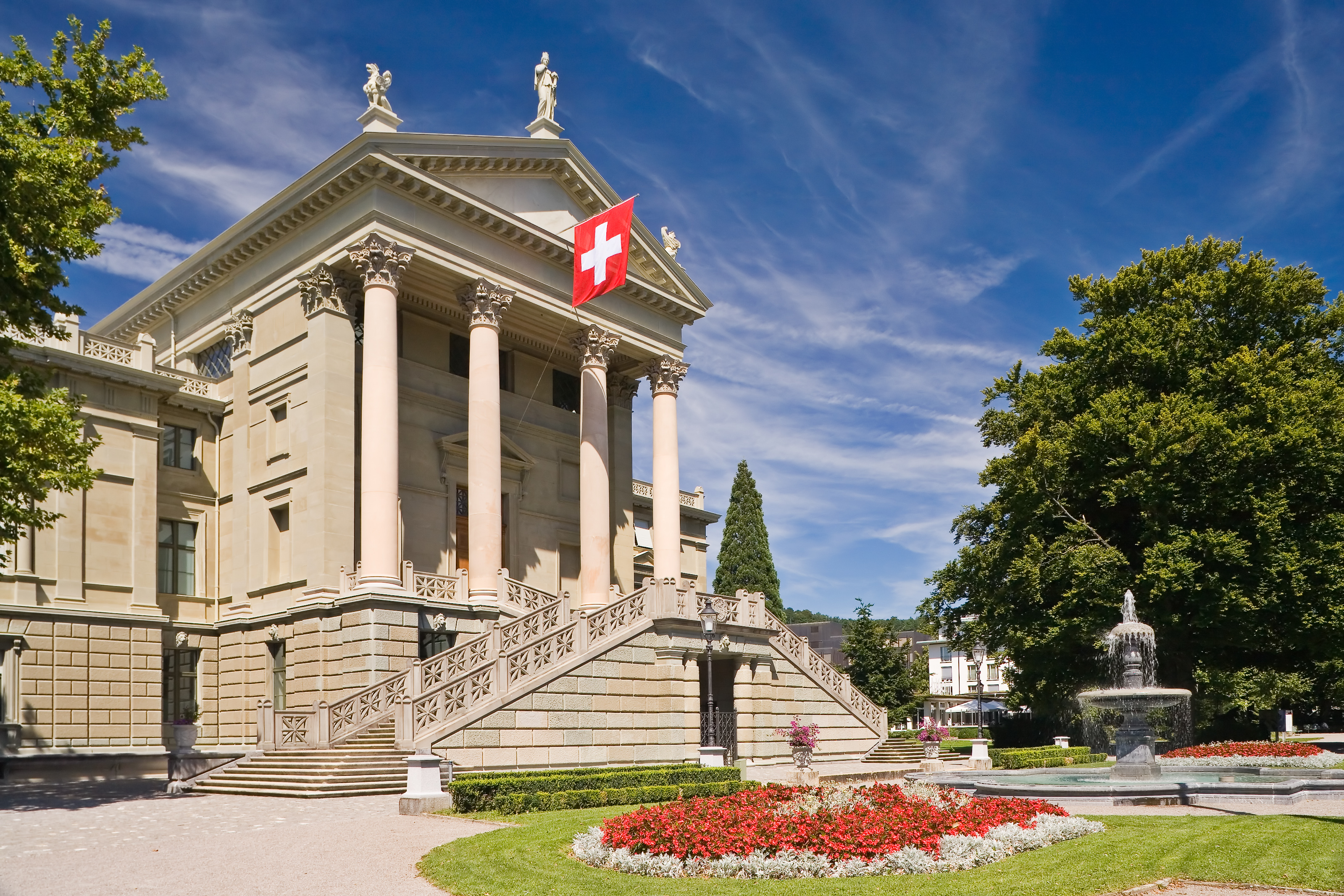

Výkonným orgánem města Winterthur je městská rada (německy Stadtrat). Ta se skládá ze sedmi členů a je volena občany každé čtyři roky. Sídlem městské rady je budova Stadthaus na okraji starého města, postavená ve stylu historismu v letech 1865–1869 podle plánů Gottfrieda Sempera.

### Legislativa
Zákonodárným orgánem města Winterthur je Velká městská rada (německy Grosse Gemeinderat). V roce 2006 ji tvořilo 60 členů rozdělených mezi deset stran a stejně jako městskou radu ji občané nově volí každé čtyři roky. Velká městská rada se schází v pondělí odpoledne na radnici. Parlament vznikl v roce 1895 a tehdy měl 45 členů. Se sjednocením města v roce 1922 byl počet členů zvýšen na 60. Od roku 2006 se do městského zastupitelstva Winterthuru volí podle nově zavedeného volebního systému dvojího poměrného rozdělení, který má zajistit spravedlivější rozdělení mandátů.

### Soudnictví
Ve městě se nachází okresní soud Winterthur, který je hlavním soudem okresu pojmenovaného po tomto městě. Sídlí v budově okresního soudu.
Ve Winterthuru se nachází věznice pro 48 vězňů, především pro výkon vazby a zabezpečovací detence. Vládní rada ji 31. března 2004 v rámci úsporných opatření uzavřela, ale v září 2004 byla kvůli přeplněnosti ostatních věznic provizorně znovu otevřena. Dne 1. července 2005 byl obnoven pravidelný plný provoz věznice.

## Hospodářství

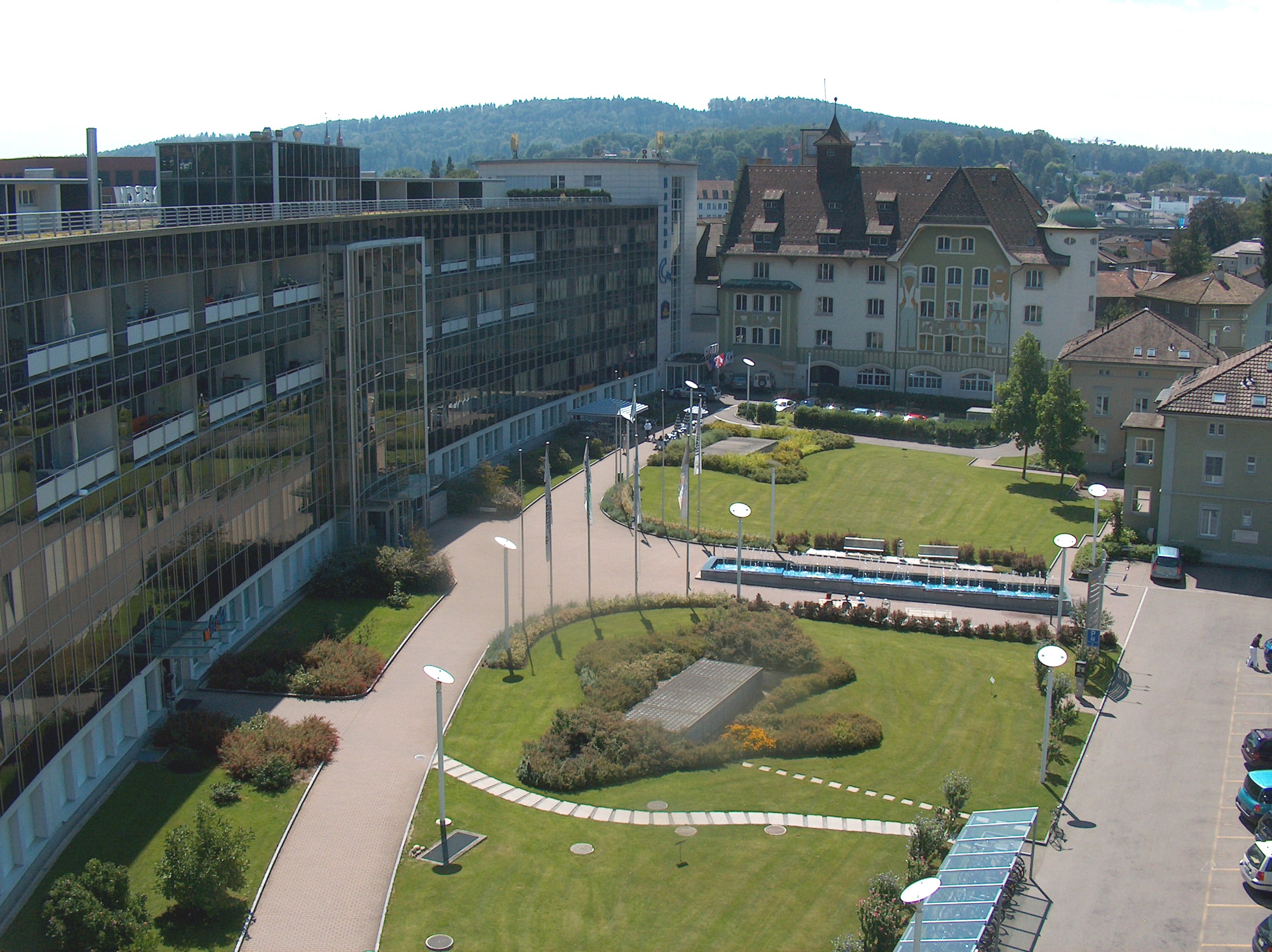
Kancelářské komplexy ve městě

Město získalo mezinárodní věhlas především díky kdysi prosperujícímu strojírenskému průmyslu s firmami jako Sulzer, SLM, Rieter a Geilinger. Za hranicemi města je dobře známý obchodní dům Volkart, který dnes ve Winterthuru působí jen částečně. Známý byl také - až do svého zániku v roce 2003 - rodinný konglomerát Erbů. Dříve velké průmyslové podniky mají dnes jen zlomky své někdejší velikosti a mnoho bývalých oddělení firmy Sulzer si založilo vlastní podniky.
Winterthur je jedním z míst, kde vznikla bývalá Union Bank of Switzerland (původní Union Bank of Switzerland vznikla v roce 1912 sloučením banky v Toggenburgu s bankou ve Winterthuru), která se v roce 1998 spojila se Swiss Bank Corporation a vytvořila UBS AG. Zakladatelská budova se nachází na Stadthausstrasse a dosud je pobočkou UBS AG. V červnu 2006 Credit Suisse prodala skupinu Winterthur francouzské skupině Axa, dvojce na evropském pojišťovacím trhu. Tradiční značka Winterthur byla v přechodné fázi zachována jako AXA Winterthur až do začátku roku 2018. Winterthur je sídlem společnosti AXA ve Švýcarsku.
Od 80. let 20. století zažilo hospodářství Winterthuru velké otřesy, nejprve přechod od strojírenského průmyslu k průmyslu služeb (pojišťovnictví a bankovnictví) a nakonec v 90. letech 20. století prodejem pojišťovny Winterthur skupině Credit Suisse a následnou neustálou restrukturalizací zpočátku i částečný úpadek tohoto odvětví hospodářství. Společnost Swica má své sídlo ve Winterthuru.
Od roku 1992 byl učiněn pokus promítnout tuto změnu do politiky rozvoje a usazování nových odvětví průmyslu a malých a středních podniků (MSP) prostřednictvím lokalizační marketingové kampaně, první svého druhu ve švýcarském městě. Ve Winterthuru se usídlila americká společnost Zimmer Biomet, která vyrábí lékařskou techniku pro Evropu, Asii a Austrálii. Usadily se zde také menší společnosti z oblasti high-tech technologií.

## Doprava

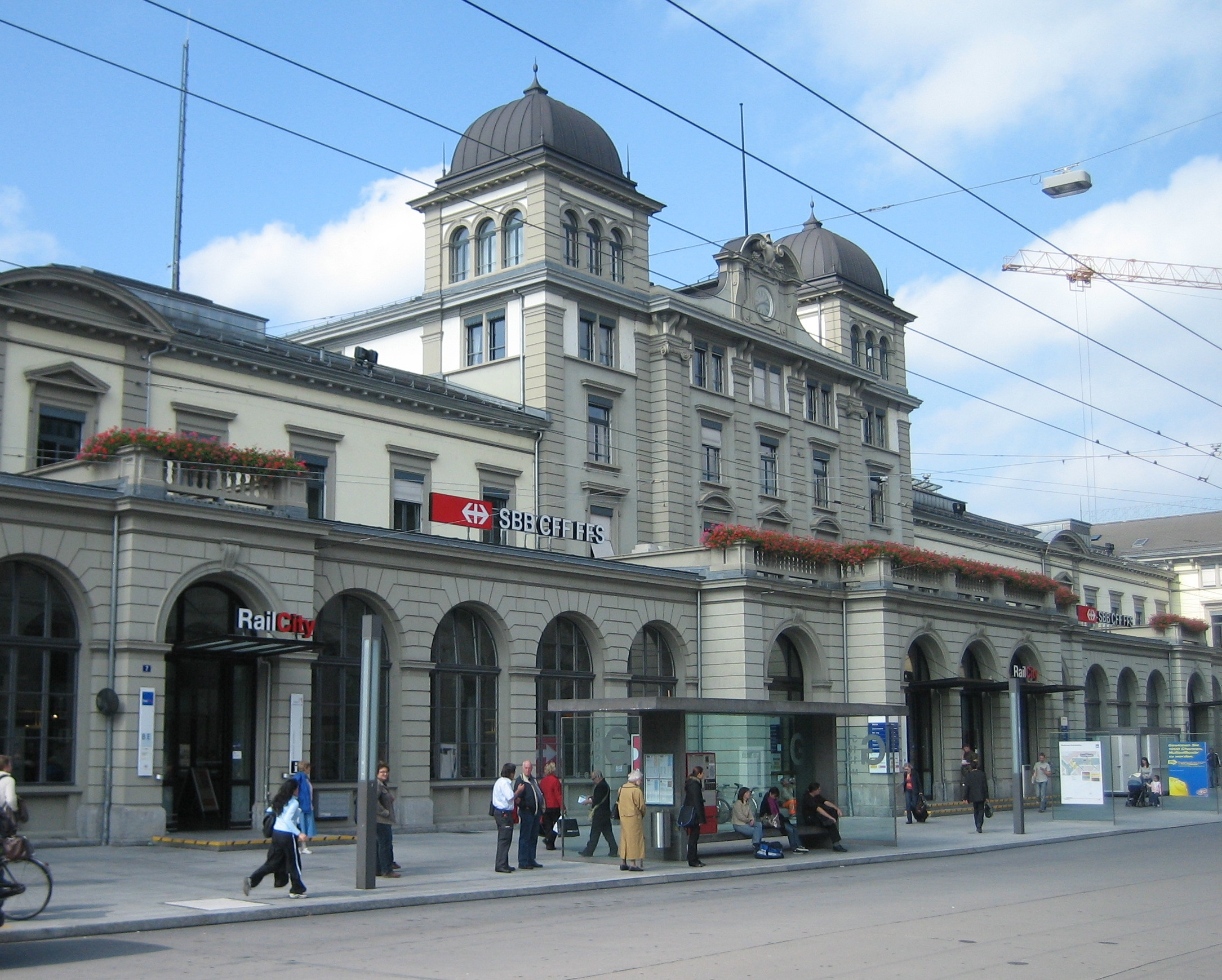
Železniční stanice Winterthur

### Železniční doprava
Winterthurem prochází hlavní švýcarská západovýchodní trať, spojující St. Gallen a Ženevu. Nejdůležitější je spojení s nedalekým Curychem a jeho letištěm, zajištěné vlaky různých kategorií.

### Silniční doprava
Winterthur je dopravním uzlem na výstupu z údolí Tösstal a Kempttal a spojuje Weinland se zbytkem kantonu Curych.
Dálnice A1 obchází město západním a severním směrem s výjezdy Winterthur-Töss, Winterthur-Wülflingen, Winterthur-Ohringen/Veltheim a Oberwinterthur. Kromě toho se na severu nachází dálniční křižovatka Winterthur-Nord s dálnicí A4 do Schaffhausenu a na severovýchodě dálniční křižovatka Winterthur-Ost s dálnicí A7 do Kreuzlingenu. Stále se diskutuje o jižním obchvatu města přes Eschenberg. Přestože je stále zanesen ve stavebním plánu, jeho výstavba se stala vzdálenou perspektivou. Výstavba tohoto jižního obchvatu je velmi kontroverzní. Winterthur je křižovatkou hlavních silnic č. 1, 7 a 15. V současné době se v něm nachází několik významných dopravních uzlů.

### Městská hromadná doprava
Městská dopravní společnost Stadtbus Winterthur, která je začleněna do curyšského integrovaného dopravního systému Zürcher Verkehrsverbund, provozuje různé vnitroměstské a regionální autobusové linky. S výjimkou některých přípojných linek jsou tyto linky propojeny na hlavním nádraží. Výsledné autobusové nádraží je největší v kantonu a po Sionu, Lucernu a Bernu jedno z největších ve Švýcarsku. Z hlavního nádraží jezdí v pátek a v sobotu večer osm nočních autobusových linek.
V letech 1898 až 1951 jezdily v Winterthuru tramvaje, které následně nahradily trolejbusy.

### Letecká doprava
Curyšské letiště, největší letiště ve Švýcarsku, se nachází několik kilometrů jihozápadně od Winterthuru v Klotenu. S Winterthurem ho spojují všechny dálkové vlaky do Curychu a linka S-Bahn. Cesta vlakem trvá 13 až 17 minut.
Ve čtvrti Hegmatten v Oberwinterthuru se od roku 1964 nachází kluzákové letiště Hegmatten s travnatou dráhou. Provozuje ho místní klub provozovatelů kluzáků.

## Zajímavost
Winterthur je sídlem vedení Římského klubu.

## Partnerská města
- Hall in Tirol, Rakousko (1948)
- La Chaux-de-Fonds, Švýcarsko (1981)
- Plzeň, Česko (1994)
- Yverdon-les-Bains, Švýcarsko (1969)